# Halicyclops oryzanus
Halicyclops oryzanus – gatunek widłonoga z rodziny Halicyclopidae. Nazwa naukowa tych skorupiaków została opublikowana w 1988 roku przez francuskich zoologów Danielle Defaye i Bernarda Dussarta. Miejsce typowe znajduje się w stawie na polu ryżowym w gminie Mana na północnym zachodzie Gujany Francuskiej.